# Castianeira delicatula
Castianeira delicatula är en spindelart som beskrevs av Simon 1910. Castianeira delicatula ingår i släktet Castianeira och familjen flinkspindlar.
Artens utbredningsområde är Sierra Leone. Inga underarter finns listade.